# Unidad periférica de Atenas Meridional
Atenas Meridional (en griego Περιφερειακή ενότητα Νοτίου Τομέα Αθηνών) es una unidad periférica de Grecia. Forma parte de la periferia de Ática y cubre la parte meridional de la zona metropolitana de Atenas.

## División
La unidad periférica de Atenas Meridional se creó en 2011 como división de la antigua prefectura de Atenas, como parte de las reformas del plan Calícrates. Se subdivide en 8 municipios (en paréntesis el número de referencia del mapa):
- Agíos Dimítrios (4)
- Álimos (7)
- Elinikó-Argyroúpoli (14)
- Glifada (12)
- Kallithea (20)
- Moskhato-Tavros (24)
- Nea Smirni (26)
- Palaio Fáliro (27)